# Tailly (Ardennes)
Tailly is een gemeente in het Franse departement Ardennes in de regio Grand Est en telt 174 inwoners (2018). De plaats maakt deel uit van het arrondissement Vouziers.

## Geschiedenis
In 1973 werden de gemeenten Andevanne, Barricourt en Rémonville opgeheven en opgenomen in de gemeente Tailly. De gemeente maakte deel uit van het kanton Buzancy tot dit op 1 januari 2015 werd opgeheven en gemeenten werden opgenomen in het kanton Vouziers.

## Geografie
De oppervlakte van Tailly bedraagt 38,6 km², de bevolkingsdichtheid is 5,3 inwoners per km².
De onderstaande kaart toont de ligging van Tailly (Ardennes) met de belangrijkste infrastructuur en aangrenzende gemeenten.

## Demografie
Onderstaande figuur toont het verloop van het inwonertal (bron: INSEE-tellingen).

Vanwege een beveiligingsprobleem met de MediaWiki Graph-software is het momenteel niet mogelijk deze grafiek weer te geven. Zodra de software is bijgewerkt zal de grafiek vanzelf weer zichtbaar worden.